# Taukotiškių pievos
Taukotiškių pievos este o arie protejată (sit de importanță comunitară — SCI) din Lituania întinsă pe o suprafață de 18,16 ha, integral pe uscat.

## Localizare
Centrul sitului Taukotiškių pievos este situat la coordonatele 54°28′58″N 23°59′27″E / 54.4828°N 23.9908°E.

## Înființare
Situl Taukotiškių pievos a fost declarat sit de importanță comunitară în noiembrie 2021 pentru a proteja un număr necunoscut de specii din flora spontană și fauna sălbatică aflate în arealul zonei.

## Biodiversitate
Situată în ecoregiunea boreală, aria protejată conține 3 habitate naturale: Pajiști fino-scandinave uscate până la mezice, bogate în specii de altitudine mică, Pajiști aluvionare boreale nordice, Fânețe de joasă altitudine (Alopecurus pratensis, Sanguisorba officinalis).
La baza desemnării sitului se află un număr nedeclarat de specii protejate.